# 缺须盆唇鱼
缺须盆唇鱼（学名：Placocheilus cryptonemus）为輻鰭魚綱鯉形目鲤科盆唇鱼属的鱼类。在中国，分布于怒江水系等，體長可達11.6公分。该物种的模式产地在泸水县六库。